# Helling

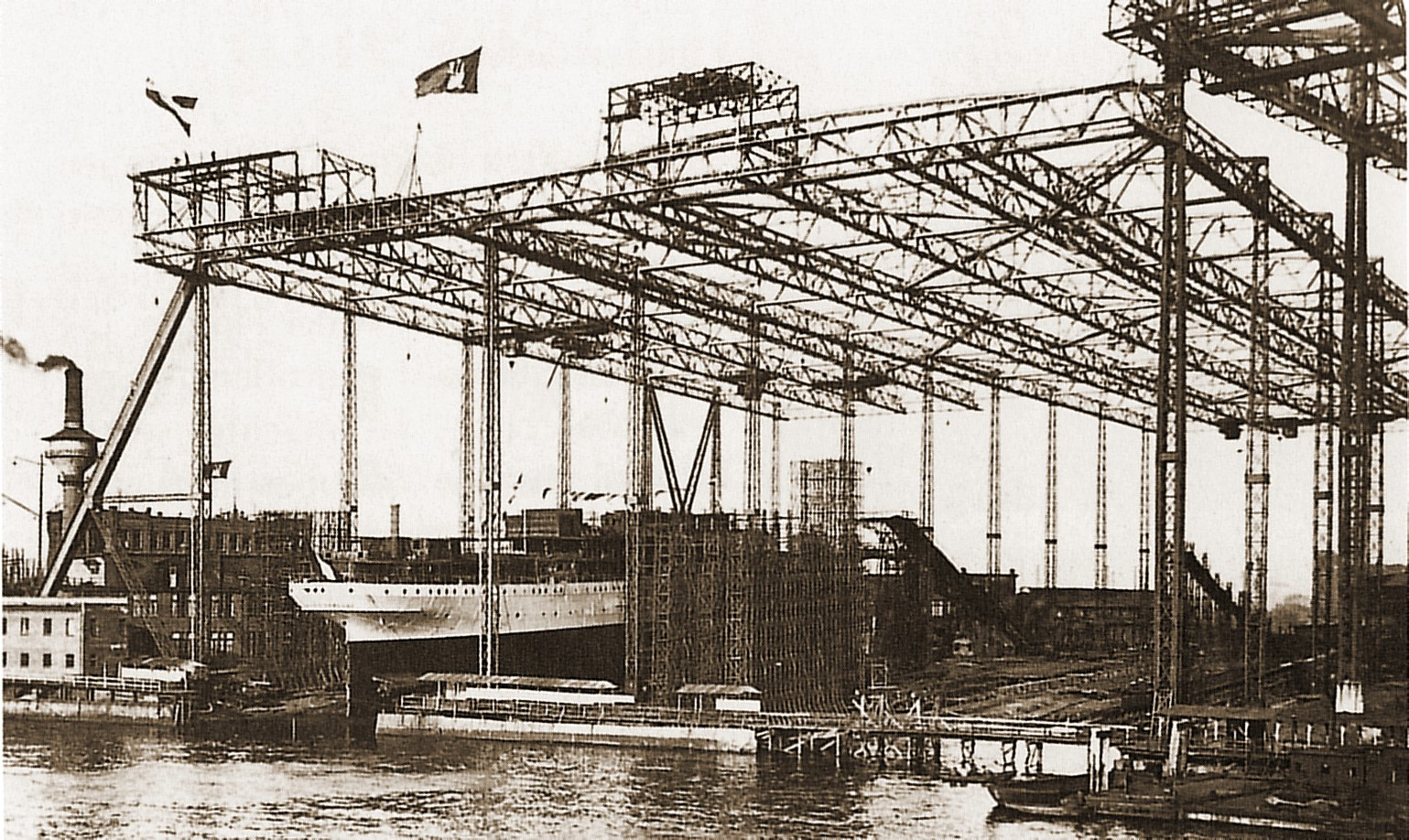
Helgenkrangerüst von Blohm & Voss (1910)

Unter einer Helling (auch [der] Helgen) versteht man ursprünglich den Platz in der Werft, auf dem ein Schiff gebaut wird, genau genommen die schräg abfallende Fläche, auf der es anschließend beim Stapellauf zu Wasser gelassen wird.

## Bestandteile

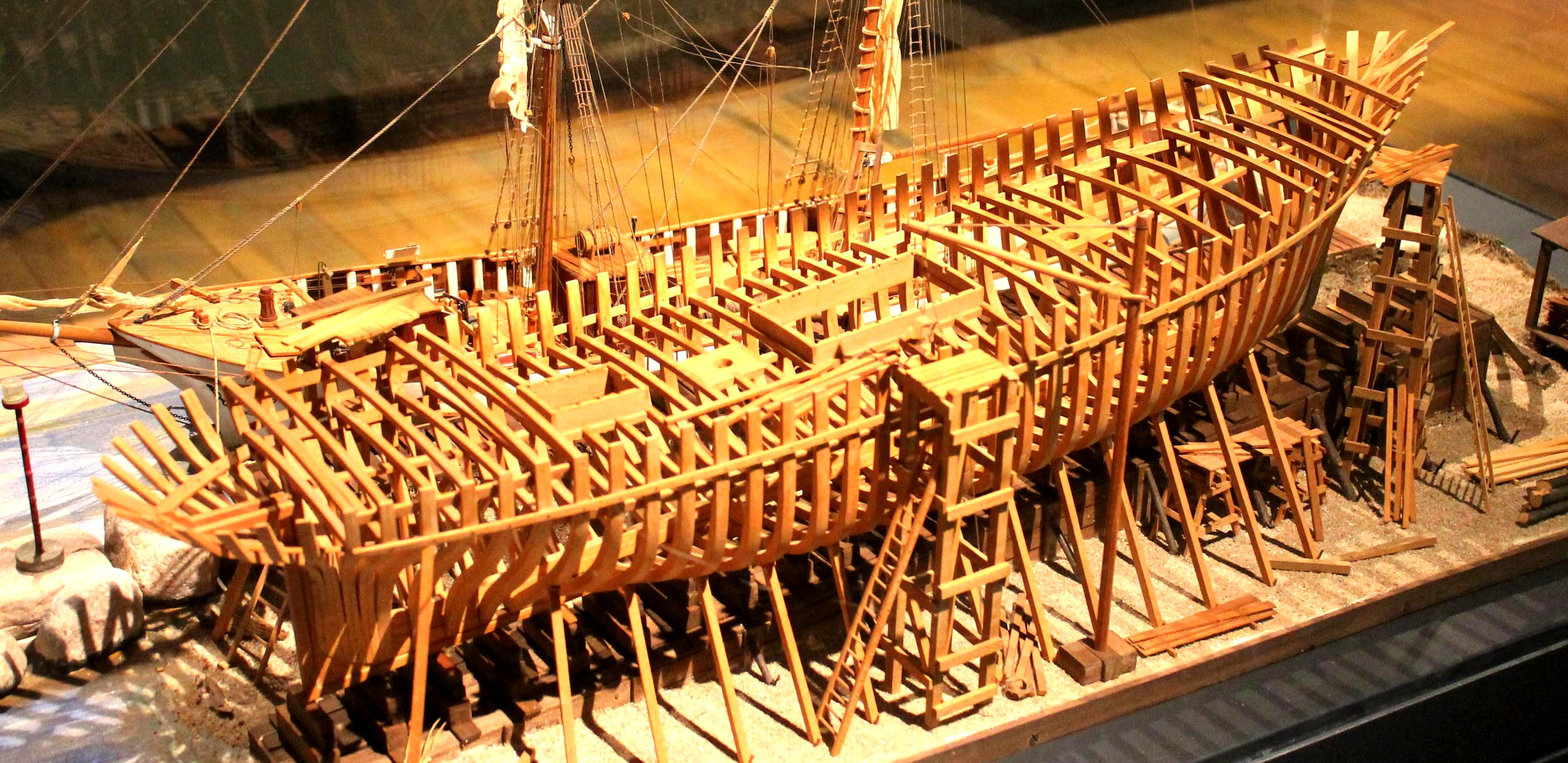
Helgen beim Holzschiffbau; Modell

Im Gegensatz zum Dock, in dem Schiffe repariert werden, werden Hellinge oft zum Neubau von Schiffen genutzt. Arbeiten an kleineren Schiffen können aber auch auf einem Helgen ausgeführt werden, etwa das Kalfatern von Holzschiffen.
Auch die Stützen, die ein Boot oder Schiff halten, das auf dem Trockenen liegt, werden als Helling bezeichnet. Doch sind hier die Bezeichnungen Pallen oder Pallungen gebräuchlicher und bekannter.
Die Helling oder der Helgen besteht aus drei Teilen:
- dem Helgenbock,
- den Mallspanten und
- dem Esel.

### Der Helgenbock

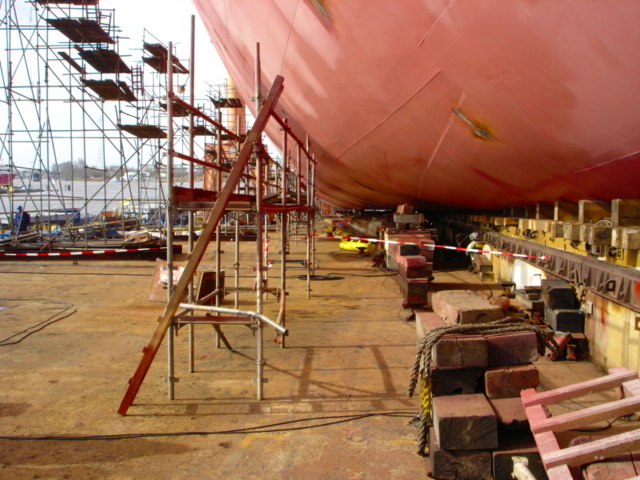
Helling Nordseewerke in Emden

Für kleinere Fahrzeuge ist der Helgen eine meist waagerecht aufgestellte Holzbohle, die in Dicke und Länge durch den jeweiligen Bootstyp bestimmt wird. Er sollte etwas länger als der spätere Bootsrumpf sein, wobei der Querschnitt nach dem Gewicht des entstehenden Bootes ausreichend dimensioniert werden muss.
Die Stützen sollten in einem angemessen Abstand aufgestellt werden, um ein Durchbiegen des Balkens zu verhindern. Außerdem ist darauf zu achten, dass der Helgenbock genau waagerecht steht und die Mittschiffslinie (MS) angerissen wird, damit die Mallspanten später darauf ausgerichtet werden können. Um unter dem Bootsrumpf arbeiten zu können, sollte der Helgenbalken ca. einen halben Meter über dem Boden angebracht werden.
Um dem Kielsprung Rechnung zu tragen, muss der Helgen dem Kielverlauf angepasst werden. Dies kann (anhand des Kielstapelungsplans) entweder mit Stapelklötzen oder durch Anpassen des Helgenbalkens (im Serienbau) bewerkstelligt werden.
Bei größeren Schiffen, die aufgrund ihres Gewichtes am Ort des Baues zu Wasser gelassen werden müssen, wird der Helgenbock auf dem Boden installiert.
Er steht dann nicht mehr waagerecht, sondern besitzt einen Neigungswinkel von zirka 4–5 Grad, was einem Tangens von 1:14 bis 1:12 entspricht. Diese Neigung ermöglicht dem Schiff nach Fertigstellung, durch sein eigenes Gewicht ins Wasser zu gleiten.

### Die Mallen oder Mallspanten
Mallen sind Spantschablonen, die zur Formgebung der späteren Plankengänge dienen. Man unterscheidet prinzipiell Mallspanten von Bauspanten. Wenn ein Gerüst aus Mallspanten besteht, wird es im Allgemeinen als Mallengerüst bezeichnet. Für ein Gerüst aus Bauspanten wird der Begriff Spantengerüst verwendet. Mallspanten dienen der Formgebung und werden aus der fertigen Rumpfschale wieder entfernt. Aus diesem Grund bezeichnet man sie auch als provisorische Spanten oder Hilfsspanten. Bauspanten sind Teile des späteren Rumpfes und werden während der Bauphase mit dem Rumpf verbunden. Somit bezeichnet man zum Beispiel auch Schotte als Bauspanten.
Die Mallspanten werden 1:1 aus dem Spantenplan (Teil der Bauzeichnung) übernommen. Für den Bau von hölzernen Booten muss die Außenhautstärke beim Aufschnüren von der im Spantenriss angegebenen Breite abgezogen werden. Es entsteht die sogenannte Mallkante. Bei Stahlbooten wird die Mallkante bereits im Spantenriss gezeichnet, so dass eine „spätere Korrektur“ nicht nötig ist. Bei Holzbooten werden die Spanten auf der dem Hauptspant (Spant an der breitesten Stelle des Bootes) abgewandten Seite der Mallkante aufgestellt, bei Stahlkonstruktionen auf der dem Hauptspant zugewandten Seite.
Die Mallspanten werden heute meist aus Span- bzw. Sperrholzplatten hergestellt, da diese sich nicht (wie Massivholz) verziehen und im Preis deutlich günstiger als Massivholz sind. Die Mallen bestehen aus mehreren Teilen, die durch Mallaschen verbunden werden. Bei der Herstellung der Mallspanten ist darauf zu achten, wenn nötig eine Aussparung für den Kiel (Kielausschnitt), Längsspanten, Kimmweger usw. einzufügen. Zur Versteifung und Kennzeichnung wird eine Querlatte auf Höhe der Konstruktionswasserlinie (KWL) und eine auf Schandeckhöhe (Breitenlatte) am Mallspant angebracht. Die Mallspanten müssen genau senkrecht auf dem Helgenbalken stehen (sowohl KWL Latten als auch Breitenlatten müssen waagerecht sein). Zur besseren Übersicht werden die einzelnen Mallen nummeriert und mit der Baunummer des Bootes versehen.

### Der Esel
Der Esel ist eine Hilfskonstruktion genau über dem Helgenbalken. An ihm werden Latten befestigt, die die Mall- oder Modellspanten in Position halten.

## Praktische Vorgehensweisen
Die hier beschriebene Vorgehensweise eignet sich besonders für größere Schiffe, die eher traditionell gebaut werden. Kleinere Boote, die durch ihr geringeres Gewicht leicht zu heben bzw. zu drehen sind, können auch kieloben („kopfüber“) gebaut werden. Dies ermöglicht ein einfacheres Arbeiten am Mallen- oder Spantengerüst, da zum Beplanken (besonders im Bodenbereich) nicht über Kopf gearbeitet werden muss und der Rumpf auf einer leicht zugänglichen Arbeitshöhe steht.
Bei modernen Bauweisen wird statt des Mallengerüsts oftmals ein Blockmodell verwendet. Hierbei wird das bestehende Mallengerüst, welches die Bootsform bereits klar definiert, mit Furnierlagen, Sperrholzplatten oder GFK-Verbänden zu einem geschlossenen Block überzogen. Dadurch besteht die Möglichkeit, formverleimte Rümpfe bzw. Formen für den Kunststoffbootsbau herzustellen.